# Holzweißiger SV
Holzweißiger SV Is een Duitse voetbalclub uit Holzweißig, een deelgemeente van Bitterfeld-Wolfen, Saksen-Anhalt.

## Geschiedenis
De club werd in 1911 opgericht. Na de oorlog speelde de club in de competitie van Mulde, die als tweede klasse fungeerde onder de Kreisliga Saale. In 1923 werd de Kreisliga ontbonden en werden de aparte reeksen van de tweede klasse opgewaardeerd tot hoogste klasse en de club speelde verder in de Gauliga Mulde. De club werd derde in 1924 en 1928 maar eindigde voor het rest steevast in de middenmoot. 
Na 1933 werd de competitie geherstructureerd. De Midden-Duitse bond werd ontbonden en de vele competities werden vervangen door de Gauliga Mitte en Gauliga Sachsen. Op VfL 1911 Bitterfeld na werden de clubs uit Mulde werden te licht bevonden voor zowel de Gauliga Mitte als de Bezirksklasse Halle-Merseburg, die de nieuwe tweede klasse werd. De club ging nu in de 1. Kreisklasse Mulde spelen. In 1937 werd de club kampioen en kon via de eindronde promotie afdwingen. Na een vijfde plaats volgde een degradatie in 1939. Hierna kon de club niet meer promoveren.
Na de Tweede Wereldoorlog werden alle Duitse voetbalclubs ontbonden. In Oost-Duitsland werden de clubs niet meer heropgericht onder de oude naam. De club werd heropgericht als Holzweißiger FV en nam in 1948 de naam Glück auf Holzweißig aan. In 1952 werd het een BSG onder de naam Aktivist Holzweißig. Na de Duitse hereniging in 1990 werd de oude naam terug aangenomen. 